# Барсола, Энрике
Энрике Хонатан Барсола Акоста (исп. Enrique Johnatan Barzola Acosta; род. 28 апреля 1989, Лима) — перуанский боец смешанного стиля, представитель полулёгкой весовой категории. Выступает на профессиональном уровне начиная с 2012 года, известен по участию в турнирах бойцовской организации UFC, победитель бойцовского реалити-шоу The Ultimate Fighter.

## Биография
Энрике Барсола родился 28 апреля 1989 года в городе Лима, Перу. С юных лет увлекался единоборствами, смотрел записи боёв Кейна Веласкеса и Фёдора Емельяненко на YouTube. В колледже изучал архитектуру и графический дизайн, но затем решил стать профессиональным бойцом ММА. В разное время занимался борьбой, лута-ливри, кикбоксингом и бразильским джиу-джитсу.

### Начало профессиональной карьеры
Дебютировал в смешанных единоборствах на профессиональном уровне в декабре 2012 года, в первом же раунде заставил своего соперника сдаться с помощью удушающего приёма сзади. Дрался в небольших местных промоушенах, таких как Inka FC и 300 Sparta MMA — почти из всех поединков выходил победителем, лишь в одном случае была зафиксирована ничья. Первое в профессиональной карьере поражение потерпел в феврале 2014 года по очкам от малоизвестного бойца Фернандо Бруно.

### The Ultimate Fighter
Имея в послужном списке десять побед и только одно поражение, в 2015 году Барсола стал участником второго латиноамериканского сезона популярного бойцовского реалити-шоу The Ultimate Fighter, где присоединился к команде мексиканского наставника Эфраина Эскудеро. Благополучно прошёл всех соперников по турнирной сетке, в том числе в финале победил мексиканца Орасио Гутьерреса, и таким образом стал победителем шоу в лёгкой весовой категории.

### Ultimate Fighting Championship
Благодаря успешному выступлению в TUF Энрике Барсола удостоился права подписать контракт с крупнейшей бойцовской организацией мира Ultimate Fighting Championship. Вернувшись обратно в полулёгкий вес, в 2016 году весьма спорным раздельным решением уступил Кайлу Бочняку и единогласным решением выиграл у Криса Авилы.
В мае 2017 года по очкам победил Габриэля Бенитеса.
В 2018 году отметился победами над Мэттом Бессеттом и Брэндоном Дэвисом.

## Статистика в профессиональном ММА
| Боёв 23  | Побед 16 | Поражений 5 |
| -------- | -------- | ----------- |
| Нокаутом | 4        | 0           |
| Сдачей   | 4        | 0           |
| Решением | 8        | 5           |
| Ничьи    | 2        | 2           |

| Результат | Рекорд | Соперник                 | Способ                 | Турнир                                      | Дата            | Раунд | Время | Место               | Примечание                                                   |
| --------- | ------ | ------------------------ | ---------------------- | ------------------------------------------- | --------------- | ----- | ----- | ------------------- | ------------------------------------------------------------ |
| Ничья     | 16-5-2 | Рани Яхья                | Решение большинства    | UFC Fight Night: Lee vs. Oliveira           | 14 марта 2020   | 3     | 5:00  | Бразилиа, Бразилия  | Дебют в легчайшем весе.                                      |
| Поражение | 16-5-1 | Мовсар Евлоев            | Единогласное решение   | UFC Fight Night: Maia vs. Askren            | 26 октября 2019 | 3     | 5:00  | Сингапур            |                                                              |
| Победа    | 16-4-1 | Бобби Моффет             | Раздельное решение     | UFC Fight Night: Shevchenko vs. Carmouche 2 | 10 августа 2019 | 3     | 5:00  | Монтевидео, Уругвай |                                                              |
| Поражение | 15-4-1 | Кевин Агилар             | Единогласное решение   | UFC on ESPN: Barboza vs. Gaethje            | 30 марта 2019   | 3     | 5:00  | Филадельфия, США    |                                                              |
| Победа    | 15-3-1 | Брэндон Дэвис            | Единогласное решение   | UFC Fight Night: Maia vs. Usman             | 19 мая 2018     | 3     | 5:00  | Сантьяго, Чили      |                                                              |
| Победа    | 14-3-1 | Мэтт Бессетт             | Единогласное решение   | UFC 220                                     | 20 января 2018  | 3     | 5:00  | Бостон, США         |                                                              |
| Победа    | 13-3-1 | Габриэль Бенитес         | Единогласное решение   | UFC 211                                     | 13 мая 2017     | 3     | 5:00  | Даллас, США         |                                                              |
| Победа    | 12-3-1 | Крис Авила               | Единогласное решение   | UFC Fight Night: dos Anjos vs. Ferguson     | 5 ноября 2016   | 3     | 5:00  | Мехико, Мексика     |                                                              |
| Поражение | 11-3-1 | Кайл Бочняк              | Раздельное решение     | UFC on Fox: Maia vs. Condit                 | 27 августа 2016 | 3     | 5:00  | Ванкувер, Канада    | Вернулся в полулёгкий вес.                                   |
| Победа    | 11-2-1 | Орасио Гутьеррес         | Единогласное решение   | UFC Fight Night 78                          | 21 ноября 2015  | 3     | 5:00  | Монтеррей, Мексика  | Выиграл The Ultimate Fighter: Latin America 2 в лёгком весе. |
| Победа    | 10-2-1 | Фернандо Перес           | TKO (удары руками)     | Peru Fighting Championship 18               | 6 сентября 2014 | 2     | 4:36  | Лима, Перу          |                                                              |
| Поражение | 9-2-1  | Мартин Моллинедо         | Единогласное решение   | Fusion Fighting Championship 9              | 16 июля 2014    | 3     | 5:00  | Лима, Перу          |                                                              |
| Победа    | 8-2-1  | Мануэль Меса             | Единогласное решение   | Inka FC 26                                  | 24 мая 2014     | 3     | 5:00  | Лима, Перу          |                                                              |
| Победа    | 8-1-1  | Умберто Банденай         | Сдача (удушение сзади) | Inka FC 25                                  | 16 апреля 2014  | 2     | N/A   | Лима, Перу          |                                                              |
| Поражение | 7-1-1  | Фернандо Бруно           | Единогласное решение   | 300 Sparta 5 Grand Prix                     | 4 февраля 2014  | 2     | 5:00  | Лима, Перу          | Полуфинал гран-при в полулёгком весе.                        |
| Победа    | 7-0-1  | Марко Анатоли            | TKO (удары руками)     | 300 Sparta 5 Grand Prix                     | 4 февраля 2014  | 2     | N/A   | Лима, Перу          | Четвертьфинал гран-при в полулёгком весе.                    |
| Победа    | 6-0-1  | Мисаэл Силва ди Соуза    | TKO (удары руками)     | Show Fighting Enterprise 2                  | 30 ноября 2013  | 2     | 2:25  | Кито, Эквадор       |                                                              |
| Победа    | 5-0-1  | Хоэль Иглесиас           | TKO (удары руками)     | Inka FC 24                                  | 23 октября 2013 | 2     | 3:29  | Лима, Перу          |                                                              |
| Победа    | 4-0-1  | Хорхе Энсисо             | Сдача (удушение сзади) | 300 Sparta MMA 4                            | 10 октября 2013 | 1     | 0:00  | Лима, Перу          |                                                              |
| Ничья     | 3-0-1  | Гонсало Валлехо          | Единогласное решение   | 300 Sparta MMA 2                            | 17 июля 2013    | 3     | 5:00  | Лима, Перу          |                                                              |
| Победа    | 3-0    | Эмилиано Ниэлли          | Сдача (удушение сзади) | Inka FC 21                                  | 19 мая 2013     | 3     | 0:00  | Лима, Перу          |                                                              |
| Победа    | 2-0    | Хорхе Луис Фигероа Дуран | Единогласное решение   | 300 Sparta MMA 1                            | 24 апреля 2013  | 3     | 5:00  | Лима, Перу          |                                                              |
| Победа    | 1-0    | Артуро Фриас             | Сдача (удушение сзади) | Inka FC 19                                  | 12 декабря 2012 | 1     | 2:28  | Лима, Перу          |                                                              |